# Cantone di Aix-en-Provence-Sud-Ovest
Il Cantone di Aix-en-Provence-Sud-Ovest era una divisione amministrativa dell'arrondissement di Aix-en-Provence.
A seguito della riforma approvata con decreto del 18 febbraio 2014, che ha avuto attuazione dopo le elezioni dipartimentali del 2015, è stato soppresso.

## Composizione
Comprendeva parte della città di Aix-en-Provence ed i comuni di:
- Éguilles
- Meyreuil